# Гвинея-Бисау на летней Универсиаде 2013
Гвинея-Бисау на летней Универсиаде 2013 года была представлена одним спортсменом в одном виде спорта.

## Лёгкая атлетика

#### Женщины
| Дисциплина | Спортсмен          | Квалификационный раунд | Квалификационный раунд | Полуфинал     | Полуфинал     | Финал         | Финал          |
| Дисциплина | Спортсмен          | Результат              | Место                  | Результат     | Место         | Результат     | Итоговое место |
| ---------- | ------------------ | ---------------------- | ---------------------- | ------------- | ------------- | ------------- | -------------- |
| 100 м      | Жакира Важ Мартинс | Не стартовала          | Не стартовала          | Не стартовала | Не стартовала | Не стартовала | Не стартовала  |
| 200 м      | Жакира Важ Мартинс | Не стартовала          | Не стартовала          | Не стартовала | Не стартовала | Не стартовала | Не стартовала  |